# دیاموند، شهرستان لوگان، ویرجینیای غربی
دیاموند (به انگلیسی: Diamond) یک منطقهٔ مسکونی در ایالات متحده آمریکا است که در شهرستان لوگان، ویرجینیای غربی واقع شده‌است. دیاموند ۲۴۲٫۹۳ متر بالاتر از سطح دریا واقع شده‌است.